# Hafferblaurabe
Der Hafferblaurabe (Cyanocorax hafferi) ist eine Singvogelart aus der Familie der Rabenvögel (Corvidae). Es sind etwa 33 cm lange, blaue Vögel mit schwarzer Gesichtsmaske, buschigem Schopf und dem typischen Habitus südamerikanischer Blauraben (Cyanocorax). Das Verbreitungsgebiet der Art erstreckt sich über die Region südwestlich des brasilianischen Manaus bis an die bolivianische Grenze. Ihr Lebensraum besteht aus tropischem Regenwald und halboffenen Campinas, die den Übergang zur Savannen bilden. Die Nahrung des Hafferblauraben besteht aus Früchten, Samen und Gliederfüßern. Meist bewegen sich die Vögel in kleinen Gruppen durch das Geäst von Bäumen und Sträuchern. Die Brutzeit der Art liegt in der Trockenzeit zwischen Juli und September; sein Nest baut der Hafferblaurabe vor allem in kleinen Waldinseln.
Der Hafferblaurabe wurde 2013 von einer Forschergruppe um Mario Cohn-Haft für eine neue Population von Blauraben zwischen dem Rio Purus und dem Rio Madeira aufgestellt. DNA-Analysen zufolge stehen sie genetisch zwischen Fliederblaurabe (C. heilprini) und Schwarzbrustblaurabe (C. affinis), morphologisch ähneln sie vor allem dem Fliederblauraben. Die Zahl der ausgewachsenen Individuen wird auf 26.500 geschätzt. Mit Blick auf das begrenzte Habitatangebot und eine Abkehr der brasilianischen Umweltpolitik von strengen Schutzmaßnahmen stufen die Erstbeschreiber den Bestand als „gefährdet“ (vulnerable) ein. Insbesondere der Ausbau der Bundesstraße BR-319 zwischen Manaus und Porto Velho könnte die Abholzung großer Teile des Artareals fördern und den Fortbestand der Art bedrohen.

## Merkmale

### Körperbau und Farbgebung
Der Hafferblaurabe ist mit rund 33 cm Körperlänge und 172 g Körpergewicht (Maße des Holotyps) ein mittelgroßer Blaurabe, unter den südamerikanischen Arten gehört er zu den kleineren. Sein Flügel wird etwa 158 mm lang, der Schwanz erreicht eine Länge von 153 mm. Der Lauf misst 49 mm, der Schnabel der Art ist 37 mm lang. Ein merklicher Sexualdimorphismus zwischen Weibchen und Männchen konnte mit Blick auf die Maße nicht festgestellt werden.
Das Gefieder der Art zeichnet sich durch eine schwarze Gesichtsmaske und einen gleichfarbigen Federschopf aus, der von den Nasalborsten bis auf die Stirn reicht und seitlich abgeflacht ist. Gesicht, Kinn, Kehle und obere Brust sind schwarz, wobei die Schwarzfärbung bis knapp hinter die Augen reicht und auch die Ohrdecken umfasst. Durchsetzt wird die Maske auf beiden Seiten von je drei kleinen, himmelblauen Flecken: Einen kurzen Wangenstreif vom Schnabelwinkel abwärts, sowie zwei kleine Partien ober- und unterhalb des Auges. Der Ober- und Hinterkopf, der Nacken, der obere Rücken, die Halsseiten und die Brust sind azurblau. Rücken, Flügel und Schwanz sind oberseitig trüb graubraun gefärbt und stellenweise mit einem violettbläulichen Schleier überzogen, der sich besonders auf den Oberflügeldecken abzeichnet. Bei den bisher untersuchten weiblichen Individuen ist er stärker ausgeprägt als bei den Männchen, was auf einen möglichen Geschlechtsdimorphismus hindeutet. Den Schwanz begrenzen eine dünne, fast schwarze Subterminalbinde und eine etwa 15–22 mm breite trübweiße Endbinde. Auf der Unterseite geht das Himmelblau der Brust Richtung Schwanz in ein hell-bräunliches Grau über, auf dem Bauch ist es noch als bläulicher Schleier zu erkennen. Der Unterleib ist trübweiß, die Unterschwanzdecken dagegen eher gelblich. Die Schwanz- und Flügelunterseiten sind ebenso graubraun gefärbt wie die Oberseiten, allerdings ohne bläuliche Tönung. Auch der Unterschwanz zeigt eine weiße Endbinde.

### Flugbild und Fortbewegung
Der Hafferblaurabe bewegt sich aktiv in allen Bereichen des Waldes und hüpft dabei von Ast zu Ast oder unternimmt kurze Flüge von einem Baum zum nächsten. Wie alle Blauraben zeichnet sich die Art durch relativ kurze, gerundete Flügel und rasche, weitgehend geräuschlose Flügelschläge aus. Die Vögel nehmen nur gelegentlich Sitzwarten im oberen Kronenbereich ein und verweilen meist nur kurz auf einer Warte, bevor sie sich zur nächsten begeben.

### Lautäußerungen
Das Vokabular der Art ist umfangreich und vielfältig. Der Hafferblaurabe verfügt über viele verschiedene, überwiegend einsilbige Rufe, die meist pfeifenden Charakter besitzen. Die häufigste Lautäußerung ist ein spitz gepfiffenes tjiu, das die Vögel wiederholt, oft in Zweier- oder Dreierserien von sich geben. Wahrscheinlich dient er der Koordination in der Gruppe und weist unter anderem auf Gefahren hin. Er kann im Laufe der Wiederholung in ein ähnlich klingendes mju übergehen. Da es zwischen einzelnen Individuen und Rufen eine große Variationsbreite besteht, lassen sich die verschiedenen anderen metallischen und pfeifenden Rufe nicht eindeutig kategorisieren. Insgesamt ähnelt das Lautrepertoire des Hafferblauraben stark dem des Fliederblauraben (C. heilprini), von dem es sich in Aufnahmen nicht sicher unterscheiden lässt.

## Verbreitung und Wanderungen

Vermutetes Verbreitungsgebiet des Hafferblauraben (dunkelgrün). Das Vorkommen beschränkt sich weitgehend auf die Region zwischen Rio Purus und Rio Madeira. Letzterer stellt als biogeographische Barriere wohl die Südwestgrenze des Artareals dar.

Alle Sichtungen des Hafferblauraben konzentrieren sich auf eine rund 190.000 km² große Region südwestlich der brasilianischen Stadt Manaus. In südöstlicher Richtung wird es vom Rio Madeira begrenzt, der – wie bei anderen Blaurabenarten – wohl eine entscheidende biogeographische Barriere darstellt. Östlich des Flusses schließt das Verbreitungsgebiet des Kappenblauraben (C. chrysops) an, der dort entsprechende Lebensräume besetzt. Die hypothetische Verbreitung reicht südwärts wahrscheinlich bis in die Grenzregion zu Bolivien, wo die Ausläufer der Anden eine veränderte Vegetation bieten. Entlang der Anden erstreckt sich das Artareal wohl bis kurz vor Boca do Acre und füllt das vom Rio Purus eingefasste Flachland aus. Weiter nordöstlich überschreitet es den Fluss in einer seiner weitläufigen Schleifen, wie eine Sichtung westlich des Rio Purus nahelegt. In nordöstlicher Richtung folgt die Verbreitungsgrenze wahrscheinlich mehr oder weniger seinem Lauf, die nördliche Verbreitungsgrenzen dürfte etwa 100 km südlich von Manaus verlaufen. Bislang wurde die Art nur im Bundesstaat Amazonas nachgewiesen. Geeignetes Habitat dürfte es zumindest in der Vergangenheit auch im angrenzenden Rondônia gegeben haben. Der landwirtschaftliche Wandel in der regionalen Vegetation lässt ein Vorkommen dort aber fraglich erscheinen, da die entsprechenden Flächen mittlerweile wohl deutlich reduziert wurden. Modellrechnungen produzierten eine Gesamtfläche von 1090 km² für potentielles Bruthabitat.
Abseits der Brutsaison unternimmt der Hafferblaurabe offenbar großflächige Wanderungen durch die Wälder der Region; zumindest legt dies die geringe genetische Vielfalt innerhalb der Population nahe.

## Lebensraum
Der Hafferblaurabe bewohnt die Übergangszonen zwischen Savanne und dem geschlossenen Regenwald. Die Vegetationsform, die sogenannte Campina, zeichnet sich durch 3–8 m hohe Bäume in halboffenen Gesellschaften aus. Im westlichen Brasilien wird sie typischerweise von Clusien (Clusia spp.), Pagameen (Pagamea spp.) und den Palmenarten Mauritiella armata und Mauritia carana gebildet. Zumindest abseits der Brutsaison ist die Art auch im geschlossenen Terra-Firme-Wald zu finden, der an die Campinas angrenzt. Während der Brut ist sie allerdings streng an diese Vegetationsform gebunden: der Hafferblaurabe fehlt überall dort, wo regelmäßige Flurbrände die Campina dezimieren und lediglich Savanne und Wald zurücklassen. Die umliegenden Savannen zeichnen sich vor allem durch ihre Eigenschaft als saisonales Schwemmland während der Regenzeit aus. Anders als der stellenweise sympatrische Hyazinthblaurabe (C. violaceus) kommt der Hafferblaurabe nicht in der Várzea vor, wie sie etwa entlang des Rio Purus auftritt.

## Lebensweise

### Ernährung
Mageninhaltsanalysen zufolge ist der Hafferblaurabe omnivor und ernährt sich von Gliederfüßern und Samen. In Feldbeobachtungen wurden einzelne Vögel dabei gesehen, wie sie Früchte im Schnabel trugen und eifrig an Fruchtständen herumpickten. Bei der Nahrungsaufnahme bewegen sich die Tiere durch Bäume und Sträucher, viele Nahrungsobjekte werden wohl im Geäst aufgenommen.

### Sozial- und Territorialverhalten
Der Hafferblaurabe lebt das Jahr über in kleinen Gruppen von drei bis acht Vögeln. Wahrscheinlich stellen sie Familienverbände dar und setzen sich aus einem Elternpaar und den Jungen aus vergangenen Bruten zusammen. Innerhalb der Gruppe kommunizieren die Vögel rege über Lautäußerungen. Die Gruppen besetzen wohl ein umgrenzten Territorium und sind von anderen Gruppen meist einen Kilometer oder mehr entfernt.

### Fortpflanzung und Brut
Die Brutzeit des Hafferblauraben liegt zwischen April und Oktober. Das Nest ist sperrig-oval und 30–50 × 36–59 cm groß. Es wird in Bäumen von 2 bis 9 m Höhe errichtet und liegt zwischen einem und 6,5 m über dem Boden. Sie werden fast ausschließlich in kleinen Waldinseln inmitten der Campinas gebaut. Die Vögel verwenden vornehmlich Zweige für die Nestplattform und kleiden sie innen mit Pflanzenfasern aus, die sie vor allem aus der Palme Mauritia carana gewinnen. Die Gelege umfassen bis zu drei Eier von rosa-bräunlicher Grundfarbe und braunen Sprenkeln. Während der Brut- und Nestlingsphase werden die Mutter und die Nestlinge vom Männchen und Bruthelfern gefüttert. Letztere sind wohl in der Regel Nachkommen aus der Vorjahresbrut. Über die Dauer der Brut- und Nestlingsperiode liegen bislang keine Erkenntnisse vor.

## Taxonomie und Systematik
2002 beobachtete Mario Cohn-Haft etwa 140 km südlich von Manaus, wo bis dato keine Blauraben gefunden wurden, einen immaturen Vogel, der offenbar zur Gattung Cyanocorax gehörte. Es war unklar, ob er eine Arealausweitung einer bekannten Blaurabenart darstellte oder in eine neue Art gestellt werden sollte, da die Jugendkleider von Blauraben kaum dokumentiert oder erforscht sind. Erst nach mehreren Expeditionen in den darauffolgenden Jahren konnten einige wenige adulte Individuen fotografiert und gefangen werden, was morphologische und genetische Vergleiche mit anderen Blauraben ermöglichte. Sowohl im Bezug auf die Gefiederzeichnung als auch auf die mitochondrialen Gensequenzen konnten Mario Cohn-Haft und seine Kollegen Marcelo dos Santos Junior, Alexandre Fernandes und Camila Ribas konsistente Unterschiede zu ähnlichen Blauraben isolieren. Die taxonomische Eigenständigkeit der Population zwischen Purus und Madeira ließ sich außerdem durch ihre geographische Isolation von anderen Blauraben stützen. Auf dieser Basis stellten Cohn-Haft und Kollegen 2013 die neue Art Cyanocorax hafferi für sie auf. Das Artepitheton widmeten sie dem Biologen Jürgen Haffer, um dessen maßgebliche Beiträge zur Biogeographie der südamerikanischen Avifauna zu würdigen. Cohn-Haft und seine Mitautoren sahen in Cyanocorax hafferi und den mit ihm verwandten Arten ein Paradebeispiel für die von Haffer beschriebenen allopatrischen Artgruppen in Südamerika, deren einzelne Spezies oft nur durch einzelne Flusstäler oder Höhenrücken voneinander getrennt werden.

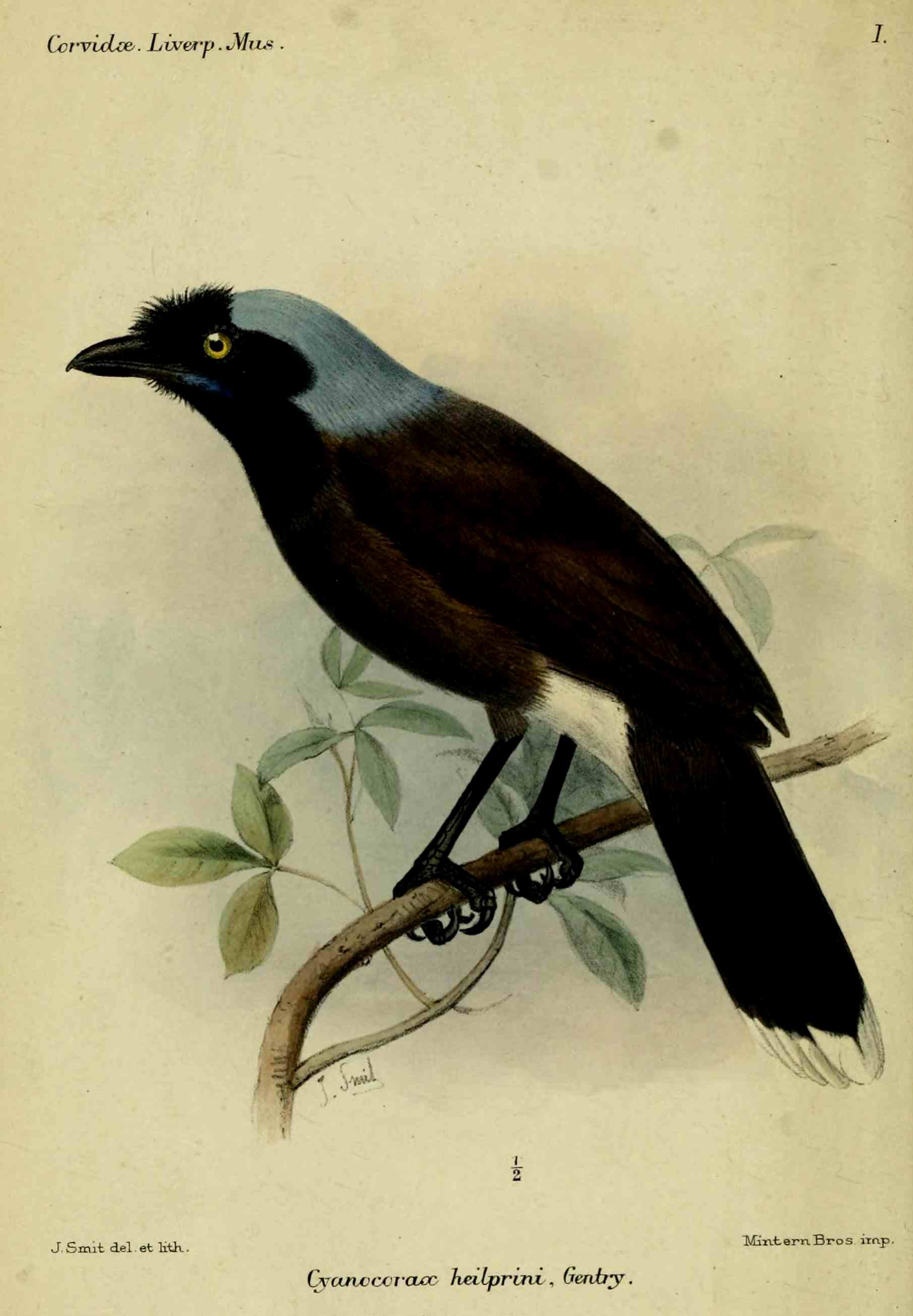
Mit dem Fliederblauraben (C. heiprini) teilt sich der Hafferblaurabe (C. hafferi) gemeinsame Habitatvorlieben, eine ähnliche Gefiederzeichnung und ein übereinstimmendes Lautrepertoire.

Der Hafferblaurabe ist Teil einer Blauraben-Radiation in Mittel- und Südamerika, die sich durch hellblaue Augen und Tieflandhabitate auszeichnet. Sowohl in der Gefiederzeichnung als auch in den untersuchten Gensequenzen zeigt die Art große Ähnlichkeiten zum Flieder- (C. heilprini) und Schwarzbrustblauraben (C. affinis), die südöstlich beziehungsweise nordwestlich der Cordillera Central vorkommen. Die genetische Divergenz zum Fliederblauraben liegt bei 0,7 %, zum Schwarzbrustblauraben bei 1,8 %, beide Werte sind im Gattungsvergleich gering. Zwar konnten Cohn-Haft und Kollegen kein dichotom verzweigtes Kladogramm für die drei Arten konstruieren, der nächste Verwandte des Hafferblauraben scheint aber der Fliederblaurabe zu sein. Darauf deuten neben der geringeren Divergenz auch die große Ähnlichkeit in der Färbung, gemeinsame Habitatvorlieben, ein übereinstimmendes Lautrepertoire und die größere geographische Nähe zwischen den Artarealen hin. Cohn-Haft und Kollegen vermuten, dass sich beide Populationen innerhalb der letzten einen Million Jahre getrennt haben.

## Population und Status
Auf Basis von Feldbeobachtungen in repräsentativen Bereichen des Verbreitungsgebiets wird der Bestand des Hafferblauraben auf rund 26.500 ausgewachsene Individuen geschätzt. Die als Bruthabitat in Frage kommenden Fläche von 1090 km² der Art unterschreitet die von der International Union for Conservation of Nature and Natural Resources festgelegten Kriterien für den Gefährdungsstatus vulnerable („gefährdet“) von 2000 km². 2016 wurde der Hafferblaurabe von der IUCN auf die Vorwarnliste gesetzt und in die Kategorie near threatened klassifiziert. Besiedelungs- und Raumnutzungsmodelle für Schnellstraßen in Amazonien prognostizieren für die Region zwischen Rio Purus und Rio Madeira in den kommenden 30 bis 50 Jahren zusätzlich das vollständige Verschwinden sämtlichen Bruthabitats, sollte die Region für den Autoverkehr besser erschlossen werden. Die Instandsetzung der Bundesstraße BR-319 seit 2008 und die Entwicklung entlang vergleichbarer Schnellstraßen in Amazonien machen ein solches Szenario wahrscheinlich. Dabei führen vor allem der erleichterte Zugang zu Waldgebieten zu verstärkter Besiedlung und kommerziellem Holzeinschlag und damit zur Entwaldung großer Flächen. Diese wird durch die Umnutzung der betroffenen Areale als Weiden und ihre regelmäßige Brandrodung noch verstärkt. Vor diesem Hintergrund sehen Cohn-Haft und Kollegen die Kriterien für den Gefährdungsstatus vulnerable (zu erwartender starker Rückgang der Brutgebiete) als erfüllt an. Erste Schutzbestimmungen brasilianischer Behörden für die Campinas zwischen Manaus und Porto Velho, die 2007 erlassen wurden, wurden zwischenzeitlich auf Druck der örtlichen Wirtschaft wieder abgeschwächt oder vollständig zurückgenommen. Darüber hinaus dürften auch der Mangel an Infrastruktur und Personal die Kontrolle der Region durch Naturschutzbehörden erschweren.